# Blepharotes flavus
Blepharotes flavus là một loài ruồi trong họ Asilidae. Blepharotes flavus được Ricardo miêu tả năm 1913.